# 石橋遺址
石橋遺址，是一位在臺灣臺南市新市區大營里的考古遺址。其部分出土遺物現展示於「隆田考古展示室」。

## 簡介
2000年代，臺南縣政府決定開發公滯十一滯洪池，影響石橋遺址之保存；有關當局於是召開遺址探勘討論會，決議依《文化資產保存法》相關規定，辦理石橋遺址考古搶救計畫。隨後，遺址受滯洪池工程影響部分於2006年10月委託國立臺灣大學考古隊進行搶救發掘。搶救發掘面積約15,000平方公尺，出土考古遺物有多種陶器、石器、鐵器、骨器、玻璃及多種動植物生態遺留 （页面存档备份，存于）等，還有200多具人骨、墓葬，及許多灰坑與水井等。
該遺址出土遺物經初步推測分屬大湖文化 （页面存档备份，存于）及蔦松文化 （页面存档备份，存于）蔦松類型；其中，大湖文化的遺留較少，但有不少具特色之黑陶甕棺，蔦松文化分布較廣，遺留也較豐富，主要以紅色陶器為代表。
大多墓葬普遍朝北，且位置相近者排列相當整齊，又有不少完整陪葬品。部分人骨個體有牙齒遭拔除之現象。
灰坑內有大量紅燒土及富含有機質深色土壤，從中可篩選出各種植物種子等生態遺留。